# Богданов Володимир Якович
Володимир Якович Богда́нов (12 січня 1924, Зачатівка — 25 січня 1981, Борисов) — український радянський скульптор, кераміст і педагог.

## Біографія
Народився 12 січня 1924 року в селі Зачатівці (нині Волноваський район Донецької області, Україна). 1949 року закінчив Ужгородське училище прикладного мистецтва; 1955 року Львівський інститут декоративного та прикладного мистецтва. Дипломна робота — двофігурна скульптура «Молоді спеціалісти» для хімічного корпусу Львівського політехнічного інституту (керівник Іван Якунін, оцінка — відмінно).
Працював художником на Городницькому порцеляновому заводі. Упродовж 1956—1965 років викладав у Миргородському керамічному технікумі. Серед учнів: Олександр Горобець, Юрій Піманкін, Борис Пянида. З 1965 року мешкав у Білоруській РСР. Помер у місті Борисові 25 січня 1981 року.

## Творчість
Автор реалістичних робіт:
- погруддя революціонера Ф. Карпця (1958), геолога Леонтія Пальця (1960), підпільниці О. Бондаренко (1961–62), композиція «Кріпачка» (1961). Усі роботи зберігаються у Миргородському краєзнавчому музеї;
- пам'ятник «Вічна слава героям» у Миргороді (1965).